# 沙巴人民联合阵线
沙巴人民联合阵线(简称人民党，BERJAYA)，是马来西亚沙巴的政党。该政党由沙巴民族统一机构 (USNO) 的前总秘书哈里斯沙烈创立，并获得了沙巴州首任首席部长，敦法史蒂芬的加盟。人民党在1976年沙巴州选中击败了由慕斯塔法哈伦领导的沙统，执政沙巴州至1985年下野为止。该党后于1991年解散，并与沙统合并成为沙巴巫统。

## 历史
人民党的创党人之一，哈里斯沙烈原为沙统总秘书，也是沙统州政府的内阁成员。1973年，他因与沙巴首席部长慕斯塔法哈伦不合，而退出该党。1975年，哈里斯和沙巴首任首席部长，也曾任沙巴州元首的敦法史蒂芬联合，组成了人民党。人民党在1975年创立时，便是国民阵线的合作对象。在1976年的沙巴州选中，人民党赢下了48席中的28席，打败了沙统 ，并组织新一届的沙巴州政府。敦法史蒂芬生再次出任沙巴首席部长一职。惟，在就任44天后，敦法便在亚庇的一场空难中离世。沙巴州内阁的几位部长也在此次事件中罹难，唯有哈里斯沙烈因不在机上而幸免于难。他后来出任沙巴首长一职
。
人民党在1981年的沙巴州选中，赢得了48席中的44席，取得了压倒性的优势。1984年，人民党州政府的部长百林吉丁岸因与首长哈里斯沙烈产生分歧，而退出人民党。百林在1985年沙巴州选前夕组成了沙巴团结党，并在选举中击败人民党。1986年，人民党与沙统联合，试图以诱使执政方议员跳槽的方式，夺取沙巴州政权。沙巴州首长百林吉丁岸因此请求州元首解散州议会。在随之而来的闪电选举中，人民党在所竞选的37席中只赢得了1席。在几个月后的1986年马来西亚大选中，人民党所派出的9名候选人亦全部落败。
在1990年沙巴州选中，人民党并未赢得任何议席 。至此为止，人民党在国会及沙巴州立法议会中，已无任何当选代表。人民党因此与沙统展开合并，并成为了巫统在沙巴的分部。沙统主席慕斯塔法哈伦担任沙巴巫统的首任主席，而哈里斯沙烈则担任该党顾问
。

## 历届选举成绩
| 选举                      | 马来西亚下议院 | 马来西亚下议院 | 沙巴州议会 | 沙巴州议会 | 选举结果                                          |
| 选举                      | 参选议席       | 当选议席       | 参选议席   | 当选议席   | 选举结果                                          |
| ------------------------- | -------------- | -------------- | ---------- | ---------- | ------------------------------------------------- |
| 1976年沙巴州选            | -              | -              | 48         | 28 / 48    | ▲28席; 执政党 (沙巴)                              |
| 1978年马来西亚大选        | 10             | 9 / 154        | -          | -          | ▲9席; 执政党 (联邦) (国民阵线)                    |
| 1981年沙巴州选            | -              | -              | 48         | 44 / 48    | ▲16席; 执政党 (沙巴) (国民阵线, 以人民党旗帜上阵) |
| 1982年马来西亚大选        | 11             | 10 / 154       | -          | -          | ▲1席; 执政党 (联邦) (国民阵线)                    |
| 1985年沙巴州选            | -              | -              | 48         | 6 / 48     | ▼38席; 在野党 (沙巴) (国民阵线)                   |
| 1986年沙巴州选 (闪电选举) | -              | -              | 37         | 1 / 48     | ▼5席; 在野党 (沙巴) (国民阵线)                    |
| 1986年马来西亚大选        | 9              | 0 / 177        | -          | -          | ▼10席; 在国会内无当选代表                         |
| 1990年沙巴州选            | -              | -              | 48         | 0 / 48     | ▼1席; 在州议会内无当选代表                        |

## 延伸阅读
- 双六空难
- 沙巴民族统一机构
- 卡达山杜顺人统一机构 (1961)（英语：United Pasokmomogun Kadazandusun Organization）
- 沙巴华人公会
- 沙巴团结党
- 唐纳史蒂芬
- 慕斯塔法哈伦（英语：Mustapha Harun）
- 哈里斯沙烈
- 彼得摩尊丁（英语：Peter Mojuntin）